# Yakubu Aiyegbeni
Format:Use British English
Yakubu Ayegbeni (n. 22 noiembrie 1982, Benin City), poreclit Iacul este un jucător de fotbal nigerian, care  a jucat mare parte a carierei pentru Everton și pentru Echipa națională de fotbal a Nigeriei.

## Palmares

### Maccabi Haifa
- Ligat ha'Al :
  - Câștigător: 2000–01, 2001–02

- Cupa Toto :
  - Câștigător: 2002

### Portsmouth
- Football League Division One :
  - Câștigător: 2002–03